# Czechosłowacja na Zimowych Igrzyskach Olimpijskich 1980
Czechosłowację na Zimowych Igrzyskach Olimpijskich 1980 reprezentowało 41 zawodników, 34 mężczyzn i 7 kobiet.

## Zdobyte medale
| Medal | Zawodnik      | Dyscyplina        | Konkurencja                    | Rezultat |
| ----- | ------------- | ----------------- | ------------------------------ | -------- |
| Brąz  | Květa Jeriová | Biegi narciarskie | Bieg na 5 km stylem klasycznym | 15:23,44 |

## Skład kadry

### Biathlon
Mężczyźni
| Zawodnik                                               | Konkurencja         | czas biegu | Kary  | Łączny czas | Pozycja |
| ------------------------------------------------------ | ------------------- | ---------- | ----- | ----------- | ------- |
| Zdeněk Hák                                             | Bieg na 20 km       | 1:09:33,76 | 4:00  | 1:13:33,76  | 14.     |
| Peter Zelinka                                          | Bieg na 20 km       | 1:09:36,40 | 6:00  | 1:15:36,40  | 22.     |
| Josef Skalník                                          | Bieg na 20 km       | 1:11:17,13 | 15:00 | 1:26:17,13  | 42.     |
| Peter Zelinka                                          | Bieg na 10 km       | 33:45,20   | 1     | 33:45,20    | 6.      |
| Jaromír Šimůnek                                        | Bieg na 10 km       | 35:15,12   | 2     | 35:15,12    | 16.     |
| Zdeněk Hák                                             | Bieg na 10 km       | 36:22,59   | 6     | 36:22,59    | 29.     |
| Josef Skalník Jaromír Šimůnek Peter Zelinka Zdeněk Hák | Sztafeta 4 × 7,5 km | 1:41:48,62 | 4     | 1:41:48,62  | 11.     |

### Biegi narciarskie
Mężczyźni
| Zawodnik                                          | Konkurencja        | czas       | Pozycja |
| ------------------------------------------------- | ------------------ | ---------- | ------- |
| Jiří Švub                                         | Bieg na 15 km      | 44:20,15   | 23.     |
| Jiří Beran                                        | Bieg na 15 km      | 44:27,78   | 24.     |
| František Šimon                                   | Bieg na 15 km      | 45:12,09   | 40.     |
| Miloš Bečvář                                      | Bieg na 15 km      | 46:18,13   | 44.     |
| Jiří Beran                                        | Bieg na 30 km      | 1:31:46,11 | 21.     |
| Jiří Švub                                         | Bieg na 30 km      | 1:33:12,73 | 28.     |
| Miloš Bečvář                                      | Bieg na 30 km      | 1:34:08,79 | 32.     |
| František Šimon                                   | Bieg na 30 km      | 1:35:32,70 | 36.     |
| Jiří Beran                                        | Bieg na 50 km      | 2:37:51,58 | 23.     |
| František Šimon                                   | Bieg na 50 km      | 2:39:53,03 | 27.     |
| Jiří Švub                                         | Bieg na 50 km      | 2:40:53,94 | 30.     |
| František Šimon Miloš Bečvář Jiří Švub Jiří Beran | Sztafeta 4 × 10 km | 2:04:18,66 | 9.      |

Kobiety
| Zawodniczka                                                    | Konkurencja       | czas       | Pozycja |
| -------------------------------------------------------------- | ----------------- | ---------- | ------- |
| Květa Jeriová                                                  | Bieg na 5 km      | 15:23,44   | brąz    |
| Dagmar Palečková                                               | Bieg na 5 km      | 15:48,78   | 13.     |
| Gabriela Svobodová                                             | Bieg na 5 km      | 16:01,41   | 20.     |
| Blanka Paulů                                                   | Bieg na 5 km      | 16:30,04   | 30.     |
| Květa Jeriová                                                  | Bieg na 10 km     | 31:29,55   | 9.      |
| Dagmar Palečková                                               | Bieg na 10 km     | 32:03,32   | 16.     |
| Gabriela Svobodová                                             | Bieg na 10 km     | 32:23,05   | 19.     |
| Blanka Paulů                                                   | Bieg na 10 km     | 33:08,31   | 29.     |
| Dagmar Palečková Gabriela Svobodová Blanka Paulů Květa Jeriová | Sztafeta 4 × 5 km | 1:04:31,39 | 4.      |

### Hokej na lodzie
Reprezentacja mężczyzn
| - Jiří Králík - Karel Lang - Jan Neliba - Vítězslav Ďuriš - Milan Chalupa - Arnold Kadlec - Miroslav Dvořák - František Kaberle - Jiří Bubla - Milan Nový |  | - Jiří Novák - Miroslav Fryčer - Marián Šťastný - Anton Šťastný - Vincent Lukáč - Karel Holý - Jaroslav Pouzar - Bohuslav Ebermann - Vladimír Martinec - Peter Šťastný |

Reprezentacja Czechosłowacji brała udział w rozgrywkach grupy "niebieskiej" turnieju olimpijskiego, w której zajęła trzecie miejsce. W meczu o piąte miejsce pokonała reprezentację Kanady 6:1.

#### Grupa Niebieska
| Drużyna           | M | Mecze | Mecze | Mecze | Bramki | Bramki | Bramki | Pkt |
| Drużyna           | M | W     | R     | P     | +      | –      | +/-    | Pkt |
| ----------------- | - | ----- | ----- | ----- | ------ | ------ | ------ | --- |
| Szwecja           | 5 | 4     | 1     | 0     | 26     | 7      | +13    | 9   |
| Stany Zjednoczone | 5 | 4     | 1     | 0     | 25     | 10     | +15    | 9   |
| Czechosłowacja    | 5 | 3     | 0     | 2     | 34     | 16     | +18    | 6   |
| Rumunia           | 5 | 1     | 1     | 3     | 13     | 29     | -16    | 3   |
| RFN               | 5 | 1     | 0     | 4     | 21     | 30     | -9     | 2   |
| Norwegia          | 5 | 0     | 1     | 4     | 9      | 36     | -27    | 1   |

Wyniki
| 12 lutego 1980 | Czechosłowacja | 11:0 | Norwegia | Olympic Arena |

| Godzina: 15:30 | J.Pouzar 25:33 M.Nový 31:11 M.Šťastný 33:00 V.Martinec 34:13 B.Ebermann 38:01 J.Pouzar 42:13 A.Šťastný 43:16 B.Ebermann 45:54 P.Šťastný 48:33 M.Nový 52:51 P.Šťastný 54:47 | (0:0, 5:0, 6:0) |  | Sędzia główny: Karl-Gustav Kaisla |

| 14 lutego 1980 | Czechosłowacja | 7:3 | Stany Zjednoczone | Olympic Filedhouse |

| Godzina: 23:00 | J.Pouzar 02:23 M.Šťastný 12:07 J.Novák 45:36 | (2:2, 2:0, 3:1) | M.Eruzione 04:39 M.Pavelich 05:45 W.Schneider 24:33 M.Johnson 35:28 P.Verchota 42:59 W.Schneider 43:59 R.McClanahan 50:54 | Sędzia główny: Lingren |

| 16 lutego 1980 | Rumunia | 2:7 | Czechosłowacja | Olympic Fieldhouse |

| Godzina: 15:15 | T.Cazacu 21:39 T.Cazacu 44:08 | (0:2, 1:3, 1:2) | P.Šťastný 13:35 V.Lukáč 19:00 A.Kadlec 26:07 M.Nový 28:43 P.Šťastný 33:41 V.Lukáč 41:46 J.Pouzar 45:46 | Sędzia główny: Josef Kompalla |

| 18 lutego 1980 | Niemcy | 3:11 | Czechosłowacja | Olympic Arena |

| Godzina: 22:30 | M.Kuhl 19:04 H.Hinterstocker 46:28 E.Hofner 48:36 | (1:5, 0:5, 1:1) | M.Nový 01:33 P.Šťastný 02:28 P.Šťastný 05:45 J.Pouzar 19:32 A.Šťastný 19:49 M.Nový 22:17 J.Pouzar 27:10 J.Pouzar 33:30 B.Ebermann 38:36 M.Nový 39:22 P.Šťastný 50:22 | Sędzia główny: Kaisla |

| 20 lutego 1980 | Czechosłowacja | 2:4 | Szwecja | Olympic Fieldhouse |

| Godzina: 16:00 | M.Nový 52:05 J.Pouzar 59:22 | (0:2, 0:1, 2:1) | M.Åhlberg 09:18 L.Holmgren 10:55 M.Näslund 36:02 P.Lundqwist 57:00 | Sędzia główny: Karl-Gustav Kaisla |

#### Mecz o 5. miejsce
| 22 lutego 1980 | Czechosłowacja | 6:1 | Kanada | Olympic Fieldhouse |

| Godzina: 15:45 | M. Fryčer 01:38 A. Šťastný 02:14 M. Šťastný 07:16 A. Šťastný 12:47 M. Šťastný 13:19 M. Šťastný 57:18 | (5:0, 0:1, 1:0) | J.Devaney 28:01 | Sędzia główny: Dombrowski |

### Łyżwiarstwo figurowe
| Zawodnik                            | Konkurencja     | Nota   | Pozycja |
| ----------------------------------- | --------------- | ------ | ------- |
| Liliana Řeháková Stanislav Drastich | Tańce na lodzie | 198,02 | 4.      |

### Narciarstwo alpejskie
Mężczyźni
| Zawodnik      | Konkurencja | Konkurencja | Konkurencja       | Konkurencja       | Konkurencja   | Konkurencja   | Konkurencja       | Konkurencja       | Konkurencja      | Konkurencja      |
| Zawodnik      | Zjazd       | Zjazd       | Slalom gigant     | Slalom gigant     | Slalom gigant | Slalom gigant | Slalom specjalny  | Slalom specjalny  | Slalom specjalny | Slalom specjalny |
| Zawodnik      | Czas        | Pozycja     | Czas 1. przejazdu | Czas 2. przejazdu | Czas łączny   | Pozycje       | Czas 1. przejazdu | Czas 2. przejazdu | Czas łączny      | Pozycja          |
| ------------- | ----------- | ----------- | ----------------- | ----------------- | ------------- | ------------- | ----------------- | ----------------- | ---------------- | ---------------- |
| Bohumír Zeman | 1:48,65     | 13.         | 1:22,25           | 1:23,71           | 2:45,96       | 19.           | 56,56             | 52,31             | 1:48,87          | 14.              |

Kobiety
| Zawodniczka               | Konkurencja | Konkurencja | Konkurencja       | Konkurencja       | Konkurencja   | Konkurencja   | Konkurencja                  | Konkurencja                  | Konkurencja                  | Konkurencja                  |
| Zawodniczka               | Zjazd       | Zjazd       | Slalom gigant     | Slalom gigant     | Slalom gigant | Slalom gigant | Slalom specjalny             | Slalom specjalny             | Slalom specjalny             | Slalom specjalny             |
| Zawodniczka               | Czas        | Pozycja     | Czas 1. przejazdu | Czas 2. przejazdu | Czas łączny   | Pozycja       | Czas 1. przejazdu            | Czas 2. przejazdu            | Czas łączny                  | Pozycja                      |
| ------------------------- | ----------- | ----------- | ----------------- | ----------------- | ------------- | ------------- | ---------------------------- | ---------------------------- | ---------------------------- | ---------------------------- |
| Jana Gantnerová-Šoltýsová | 1:40,71     | 10.         | 1:18,60           | 1:31,05           | 2:49,65       | 21.           | Nie ukończyła 1-go przejazdu | Nie ukończyła 1-go przejazdu | Nie ukończyła 1-go przejazdu | Nie ukończyła 1-go przejazdu |

### Saneczkarstwo
Mężczyźni
| Zawodnik                     | Konkurencja | Ślizg 1 | Ślizg 2                  | Ślizg 3                  | Ślizg 4                  | Łącznie                  | Pozycja                  |
| ---------------------------- | ----------- | ------- | ------------------------ | ------------------------ | ------------------------ | ------------------------ | ------------------------ |
| Jindřich Zeman               | Jedynki     | 44,901  | 45,438                   | 45,571                   | 45,025                   | 3:00,935                 | 10.                      |
| Vladimír Resl                | Jedynki     | 44,255  | Nie ukończył 2-go ślizgu | Nie ukończył konkurencji | Nie ukończył konkurencji | Nie ukończył konkurencji | Nie ukończył konkurencji |
| Jindřich Zeman Vladimír Resl | Dwójki      | 40,050  | 40,092                   |                          |                          | 1:20,142                 | 8.                       |

Kobiety
| Zawodnik          | Konkurencja | Ślizg 1 | Ślizg 2 | Ślizg 3 | Ślizg 4 | Łącznie  | Pozycja |
| ----------------- | ----------- | ------- | ------- | ------- | ------- | -------- | ------- |
| Mária Jasenčáková | Jedynki     | 39,698  | 39,862  | 39,906  | 39,963  | 2:39,823 | 9.      |

### Skoki narciarskie
Mężczyźni
| Konkurencja            | Skoczek     | Skok 1    | Skok 1 | Skok 2    | Skok 2 | Nota  | Pozycja |
| Konkurencja            | Skoczek     | odległość | Nota   | odległość | Nota   | Nota  | Pozycja |
| ---------------------- | ----------- | --------- | ------ | --------- | ------ | ----- | ------- |
| Skocznia normalna K-70 | Leoš Škoda  | 75,0      | 100,7  | 83,0      | 119,0  | 219,7 | 22.     |
| Skocznia normalna K-70 | Josef Samek | 67,5      | 84,7   | 79,0      | 105,6  | 190,3 | 39.     |
| Skocznia duża K-90     | Leoš Škoda  | 106,0     | 116,6  | 98,0      | 104,9  | 221,5 | 21.     |
| Skocznia duża K-90     | Josef Samek | 97,0      | 103,0  | 102,0     | 110,5  | 213,5 | 23.     |